# Bihorel
Bihorel è un comune francese situato nel dipartimento della Senna Marittima nella regione della Normandia.
Nel 2009 contava 8 611 abitanti.
Il 1º gennaio 2012 si è fuso con il comune di Bois-Guillaume per formare il nuovo comune di Bois-Guillaume-Bihorel, ma il 1º gennaio 2014 i due comuni sono tornati indipendenti.

## Società

### Evoluzione demografica
Abitanti censiti